# Chite
Pour les articles ayant des titres homophones, voir Chiite et Shit.
Chite est un groupe de punk rock colombien, originaire de Bogotá. Musicalement influencé par The Ramones et des groupes argentins comme 2 Minutos et Attaque 77, le groupe se compose des musiciens Mario Mayorga (basse), Diego Santos (guitare), Darío Bernal (batterie) et Juan Camilo Larotta (chant), sa formation classique. 
Chite joue des morceaux chargés de critique sociale et d'humour. Au fil de son existence, le groupe participe à quelques-uns des festivals les plus importants du pays dont le Rock al parque.

## Biographie
Formé en 2002 par Mario et Diego qui, après avoir joué avec plusieurs amis, trouvent en Dario et Camilo les composants nécessaires pour former Chite (dont le nom correspond au mot en espagnol utilisé pour effrayer les chiens), ils publient en 2005 leur premier album studio, intitulé 15 Escupitajos Bailables Vol.1, qui critique irrévérencieusement l'idiosyncrasie colombienne, comme en témoignent des morceaux comme Costeño en Bogota et Obrero micrero, et le fanatisme religieux (God al Revez).
En 2006, sort leur deuxième album, Punk para planchar Vol. 2, critiquant le système politique dans ses morceaux Garavito Presidente, tandis que des morceaux comme Sid Vicious Jaramillo et La Punkera de mi barrio sont quelques-uns des mieux accueillis. À cette période, ils composent le morceau 4 Extraños en DC de la série d'animation homonyme, et apparaissent dans l'album hommage colombien à La Pestilencia avec une reprise du morceau Now I Wanna Be a Good Boy (original de Ramones) intitulé Un buen Ramone ; Entre 2008 et 2010, le groupe apparait dans plusieurs compilations, participent à l'hommage colombien aux Ramones intitulé Camino a la ruina, avec d'autres groupes colombiens du genre tels que Complejo R, Retrete et R.A.Z.A., et participeront avec quelques morceaux inédits du double-split 2+2=0 aux côtés des groupes R.A.Z.A., Kraneo Negro et Roñosos.
En 2010, le groupe publie son nouvel album studio, Canchosas pero sabrosas Vol.3 dont les morceaux traitent des réalités politique et sociale du pays, comme Inseguridad democrática et Juventudes uribistas. En 2012, ils participent au festival Caliber Rock à Cali et au Rock al parque de Bogotá, et réussit se faire reconnaitre comme l'un des groupes de punk rock les plus actifs du pays avec plus de 65 chansons enregistrées et publiées indépendamment. À l'occasion des dix ans du groupe, cette année sort la compilation Vida Canchosa. 
Deux ans plus tard sort Ladridos prohibidos Vol. 4, avec une meilleure production et ses premiers clips officiels pour la chanson Por una rajita, réalisé par Augusto Mora. Le 7 août 2015 sort leur premier EP qui comprend notamment le morceau live Música para hacer el amor en el país más feliz del mundo,. En 2017, ils sortent Alegrías de perro viejo, qui attire de bonnes critiques et un grand accueil par ses adeptes, contrairement aux précédents opus. Les paroles de cet album sont plus personnelles,.

## Membres
- Juan Camilo Larotta - chant
- Mario Mayorga - basse
- Diego Santos - guitare
- Darío Bernal - batterie

## Discographie

### Albums studio
- 2005 : 15 Escupitajos bailables Vol. 1
- 2006 : Punk para planchar Vol. 2
- 2010 : Canchosas pero sabrosas Vol. 3
- 2013 : Ladridos prohibidos Vol. 4
- 2015 : Música para hacer el amor (en el país más feliz del mundo)
- 2017 : Alegrías de perro viejo

### Compilations
- 2007 : Todos somos la peste (hommage à La Pestilencia)
- 2008 : Camino a la ruina (hommage colombien aux Ramones)
- 2008 : Rock disidente
- 2009 : 2+2=0 (groupes R.A.Z.A., Kraneo Negro y Roñosos)
- 2010 : Radionica Vol. 3
- 2011 : Odiamos el rock nacional